# Euanthia venosa
Euanthia venosa är en fjärilsart som beskrevs av Sergius G. Kiriakoff 1962. Euanthia venosa ingår i släktet Euanthia och familjen tandspinnare. Inga underarter finns listade i Catalogue of Life.